# Gerard Dijkema
Gerhard Pieter Jan Dijkema (Veenhuizen, 25 juni 1962 − 10 januari 2017) was een Nederlands hoogleraar.

## Biografie
Dijkema behaalde zijn Gymnasium β-diploma in Assen en studeerde in 1986 af in de chemische technologie aan de Technische Hogeschool Twente. Hij werkte vervolgens bij Shell, daarna bij de NAM. Vanaf 1991 was hij werkzaam bij Interduct, het Schone Technologie Instituut van de Technische Universiteit Delft, daarna bij de Faculteit Technologie, Bestuur en Management te Delft. In 2004 promoveerde hij te Delft op Process System Innovation by Design. Towards a Sustainable Petrochemical Industry. Daarna werd hij Associate Professor te Delft. Per 1 mei 2014 werd hij benoemd tot hoogleraar Energiesystemen en industriële ecologie aan de Rijksuniversiteit Groningen.
Van 2005 tot 2014 was hij lid van het Algemeen Bestuur van het Waterschap Delfland.
Prof. dr. ir. G.P.J. Dijkema was in 1990 getrouwd met Elly van der Gugten met wie hij twee kinderen kreeg. Hij overleed plotseling begin 2017 op 54-jarige leeftijd.